# 山形地方気象台
山形地方気象台（やまがたちほうきしょうだい）は、山形県山形市緑町1丁目5番77号に所在する地方気象台。

## 概要
仙台管区気象台の管轄下にあり、山形県内の地上気象観測、地域気象観測(アメダス)、生物季節観測からなる気象観測業務、予報業務、地震情報・防災・広報業務を行っている。

## 沿革
- 1889年（明治22年）7月1日 - 山形県山形測候所（二等）創設[1]。
- 1892年（明治25年）6月1日 - 山形県山形測候所が旧戸長役場前に仮移転[1]。
- 1894年（明治27年）9月1日 - 山形県山形測候所が新築移転[1]。
- 1910年（明治43年）6月23日 - 山形県山形測候所が庁舎移築移転（現在地）[1]。
- 1939年（昭和14年）11月1日 - 山形県山形測候所が国営移管により山形測候所に改称[1]。
- 1949年（昭和24年）6月1日 - 山形測候所が仙台管区気象台の下部機関となる[1]。
- 1957年（昭和32年）9月1日 - 山形測候所から山形地方気象台に改称[1]。
- 1976年（昭和51年）8月30日 - 山形地方気象台新庁舎完成[1]。

## 所在地
- 山形県山形市緑町1丁目5番77号[2]

## 天気予報区分
山形県庄内
- 庄内北部 - 酒田市、遊佐町
- 庄内南部 - 鶴岡市、庄内町、三川町

山形県最上
- 最上 - 新庄市、金山町、真室川町、最上町、舟形町、大蔵村、鮭川村、戸沢村

山形県村山
- 北村山 - 尾花沢市、東根市、村山市、大石田町
- 西村山 - 寒河江市、朝日町、大江町、河北町、西川町
- 東南村山 - 上山市、天童市、山形市、中山町、山辺町

山形県置賜
- 西置賜 - 長井市、飯豊町、小国町、白鷹町
- 東南置賜 - 南陽市、米沢市、川西町、高畠町